# Elfriede Jelinek
Elfriede Jelinek (ur. 20 października 1946 w Mürzzuschlag) – austriacka pisarka i feministka, laureatka Literackiej Nagrody Nobla w roku 2004.

## Życiorys
Jej ojciec, Friedrich Jelinek, z wykształcenia chemik, był czeskim Żydem, któremu udało się przeżyć II wojnę światową, ponieważ pracował dla III Rzeszy. Zajmował się badaniem metod użycia gazu, którego Niemcy używali w obozach koncentracyjnych. Matka Olga Ilona Buchner, pochodzenia rumuńsko-niemieckiego, córka rzeźnika, mieszkała w Wiedniu. Urodziła córkę w wieku 43 lat.
Pierwsze próby literackie Elfriede Jelinek podejmowała w wieku 6 lat. W 1966 wysłała swoje wiersze do Austriackiego Towarzystwa Literackiego, które zaprosiło ją w 1967 na spotkanie młodych twórców w Innsbrucku. W tym samym roku wydany został tomik jej wierszy pt. Lisas Schatten (Cień Lizy).
Od wczesnych lat uczyła się gry na fortepianie. Mimo poważnych problemów zdrowotnych ukończyła Konserwatorium w Wiedniu (dyplom w 1971). Na Uniwersytecie w Wiedniu ukończyła historię sztuki.
Jest związana z lewicą – przez lata utrzymywała bliskie kontakty ze środowiskami komunistycznymi (w latach 1974–1991 była członkiem Komunistycznej Partii Austrii).
Jelinek żyje z dala od mediów, cierpi na agorafobię oraz fobię społeczną (dlatego też nie odebrała osobiście Nagrody Nobla), prawie wcale nie udziela wywiadów. Zabiera jednak głos w wielu kwestiach (np. w głośnej sprawie Josefa Fritzla), wypowiadając się na swej stronie internetowej. Tutaj też umieściła w 2009 r. tekst swej ostatniej powieści, pt. Zazdrość (Neid), rezygnując z druku.

## Twórczość
Głównymi tematami jej feministycznej prozy są kobieca seksualność i walka płci. W ostatnich utworach bardziej skupiła się na satyrycznym i demaskatorskim opisie problemów społecznych, które jej zdaniem występują współcześnie. Między innymi pisze o antysemityzmie, odradzającym się nazizmie i istniejącym, jej zdaniem, związkiem nazizmu z katolicyzmem. Dotyka też w swej twórczości tematyki ekologicznej.
W środowisku literackim jest uważana za pisarkę kontrowersyjną i skandalizującą. Także przyznanie Jelinek Nagrody Nobla nie obyło się bez kontrowersji. Jeden z członków Akademii Szwedzkiej zrezygnował z dalszego uczestnictwa w jej pracach, zaznaczając, iż ta decyzja „rujnuje nagrodę”. Jak brzmi uzasadnienie werdyktu, nagrodę przyznano za „demaskowanie absurdalności stereotypów społecznych w powieściach i dramatach”. Akademia wyeksponowała też „nadzwyczajną lingwistyczną pasję” w twórczości Jelinek.
Powieść Pianistka została zekranizowana w 2001 przez austriackiego reżysera Michaela Hanekego. Główną rolę w tym filmie zagrała francuska aktorka Isabelle Huppert.

## Wyróżnienia
- 1998: Georg-Büchner-Preis
- 2002: Mülheimer Dramatikerpreis za Macht Nichts
- 2003: Else-Lasker-Schüler-Preis
- 2004: Lessing-Preis für Kritik
- 2004: Mülheimer Dramatikerpreis za Das Werk
- 2004: Nagroda Nobla w dziedzinie literatury
- 2004: Nagroda Franza Kafki[11]
- 2009: Mülheimer Dramatikerpreis[12]
- 2011: Mülheimer Dramatikerpreis za Winterreise[13]

## Powieści
- bukolit. hörroman, Wien 1979
- jesteśmy przynętą, kochanie! (wir sind lockvögel baby!), Reinbek 1970; wydanie polskie: W.A.B., 2009
- Michael. Ein Jugendbuch für die Infantilgesellschaft, Reinbek 1972
- Amatorki (Die Liebhaberinnen), Reinbek 1975; wydanie polskie: W.A.B., 2005
- Wykluczeni (Die Ausgesperrten), Reinbek 1980; wydanie polskie: W.A.B., 2005
- Pianistka (Die Klavierspielerin), Reinbek 1983; wydanie polskie: Sic!, 1997
- Oh Wildnis, oh Schutz vor ihr, Reinbek 1985
- Pożądanie (Lust), Reinbek 1989; wydanie polskie: W.A.B., 2007
- Dzieci umarłych (Die Kinder der Toten), Reinbek 1995; wydanie polskie: W.A.B., 2009
- Żądza (Gier), Reinbek 2000; wydanie polskie: W.A.B., 2007
- Zazdrość (Neid) 2009 – opublikowana w Internecie
- Babel, Podróż Zimowa; wydanie polskie: Agencja Dramatu i Teatru 2013

## Dramaty
- Was geschah, nachdem Nora ihren Mann verlassen hatte, 1977
- Clara S., 1981
- Burgtheater, 1983
- Choroba, albo współczesne kobiety, 1984
- Präsident Abendwind, 1987
- Wolken.Heim, 1988
- Totenauberg, 1991
- Raststätte, 1994
- Stecken, Stab und Stangl, 1996
- Ein Sportstück, 1998
- er nicht als er, 1998
- In den Alpen
- Das Werk
- Prinzessinnendramen
- Bambiland, 2003'
- Rechnitz (Der Würgeengel), 2008